# Cugy (Vaud)
Cugy es una comuna suiza del cantón de Vaud, situada en el distrito de Gros-de-Vaud. Limita al norte con la comuna de Bretigny-sur-Morrens, al este con Lausana, al sur con Le Mont-sur-Lausanne, y al oeste con Morrens.
La comuna formó parte hasta el 31 de diciembre de 2007 del distrito de Echallens, círculo de Romanel.

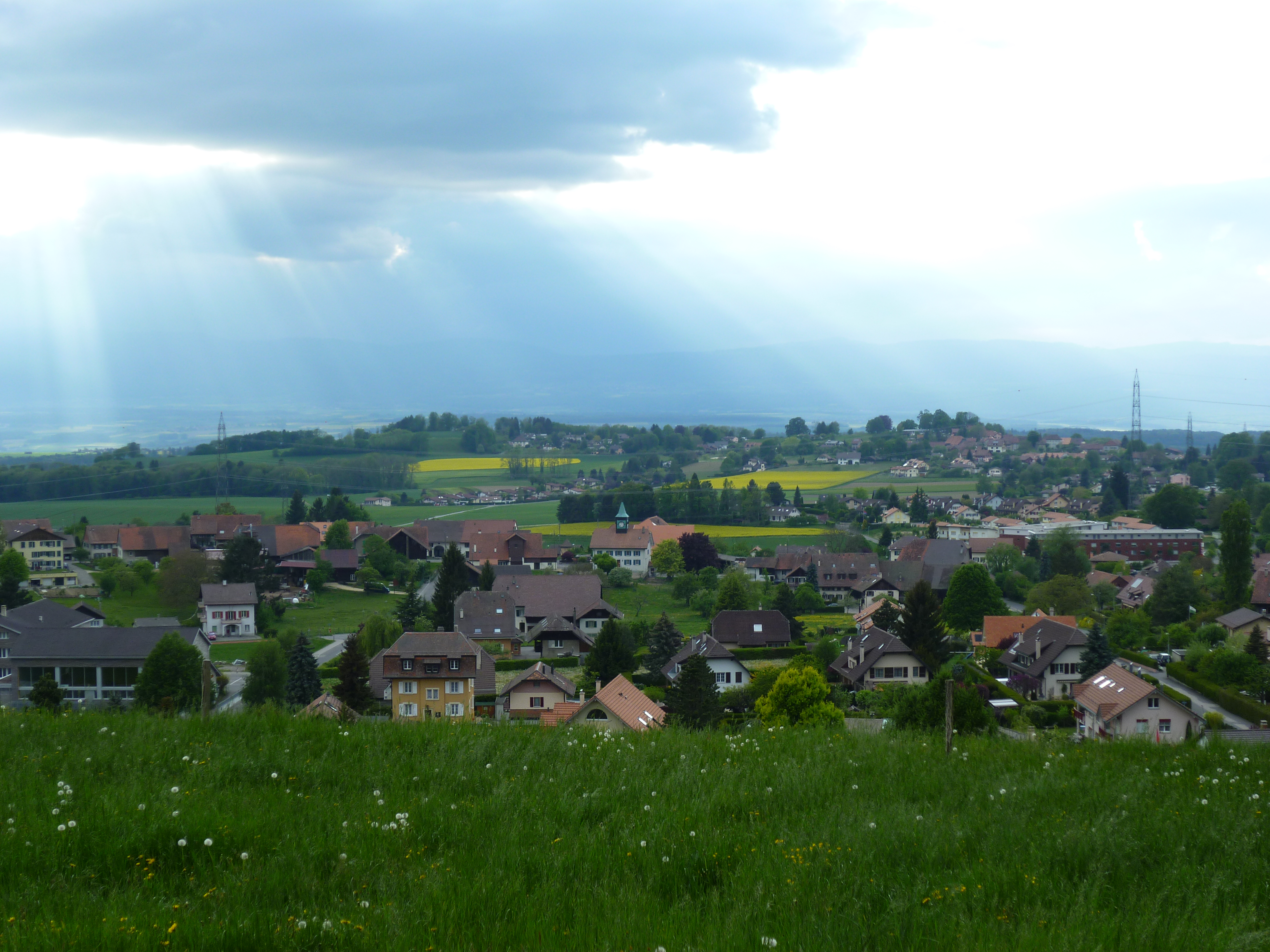
Vista de Cugy.